# Hauptstrasse 15
Die Hauptstrasse 15 ist eine wichtige Hauptstrasse der Schweiz und verläuft von der Grenze bei Bietingen (Deutschland) über Thayngen, Schaffhausen, Kleinandelfingen, Henggart, Winterthur und Bauma nach Rapperswil SG.

## Geschichte
Zwischen 1832 und 1850 investierte der Kanton Zürich über eine Million Franken in den Strassenbau. In diesen Jahren entstand sowohl die Hauptstrasse (Strasse erster Klasse) Winterthur–Feuerthalen, die 386'442 Franken kostete, als auch die Landstrasse (Strasse zweiter Klasse) von Winterthur über Wald nach Rüti, die 551'556 Franken kostete. Allein im Jahr 1846 wurden 70'000 Franken für den Strassenbau zwischen Wald und Rüti ausgegeben.
Seit 1858 gilt auch der angrenzende Streckenabschnitt im Kanton Sankt Gallen als Staatsstrasse 21.

## Verlauf
Die Hauptstrasse 15 beginnt an der Grenze zwischen Bietingen (Deutschland) und Thayngen (Schweiz) im Kanton Schaffhausen. Sie besteht aus drei Abschnitten:
Zwischen Thayngen und Schaffhausen verläuft sie parallel zu der südlicher verlaufenden vignettenpflichtigen Autostrasse A4. Die parallel führende Autostrasse ist seit 2020 Teil des Nationalstrassennetzes, zuvor gehörte sie als Autostrasse J15 dem Kanton und war daher vignettenfrei.
Zwischen Schaffhausen und Winterthur verläuft sie auch parallel zur A4, wobei sie zwischen Oerlingen und Aesch auf etwa 8–9 km meistens in nur etwa 10 m Abstand zu dieser verläuft. Bei Andelfingen überquert die Strasse auf der zweiten Weinlandbrücke die Thur. Zwischen Hengart und Hettlingen ist die direkte Verbindung nach Fertigstellung der A4 in diesem Abschnitt abgerissen worden und die Hauptstrasse 15 folgt hier seither einem längeren Verlauf.
Ab Winterthur verläuft sie wieder eigenständig im Tösstal über Turbenthal, Bauma, Wald und Rüti nach Rapperswil SG.